# Nomansland (Milk Inc.)
Nomansland is de naam van het negende album van de Belgische dance-groep Milk Inc. en werd uitgebracht op 1 maart 2011. Het album kwam op 12 maart 2011 op nummer 1 binnen in de Vlaamse Ultratop 100 Album lijst. Het is het tweede opeenvolgende album van de groep dat de eerste plaats bereikte in de Vlaamse albumlijst.

## Politieke controverse
Op maandag 7 maart 2011 zorgde het album ongewild voor een politieke controverse na een reclamestunt van de platenmaatschappij. Die had de naam van het album, Nomansland, in samenwerking met de firma Beam-Inc geprojecteerd op de gevel van Wetstraat 16. Dat zorgde voor onrust in Wallonië, waar de groep Milk Inc. minder bekend is. Zij hadden "Nomansland" anders geïnterpreteerd, aangezien België op dat moment al 267 dagen zonder regering zat. Er werd even gedacht aan een politieke protestactie maar dat bleek achteraf dus niet het geval te zijn. Het zorgde er anderzijds wel voor dat het album meteen ook in de Waalse Ultratop verscheen.

## Nummers op het album
Het album telt dertien nummers:
1. Can't a girl have fun
2. Fire
3. War
4. Everything
5. Storm
6. New beginning (in your arms)
7. Shadow
8. Throwaway boy
9. Dance 2 Forget
10. Nomansland
11. Chasing the wind
12. If you only knew
13. Blackout

Bonus: Chasing The Wind, Live At Sportpaleis, (alleen op iTunes verkrijgbaar )

## Singles
| Single met eventuele hitnotering(en) in de Nederlandse Top 40 | Datum van verschijnen | Datum van binnenkomst | Hoogste positie | Aantal weken | Opmerkingen              |
| ------------------------------------------------------------- | --------------------- | --------------------- | --------------- | ------------ | ------------------------ |
| Blackout                                                      | 03-07-2009            | 08-08-2009            | tip3            | -            | #84 in de Single Top 100 |
| Storm                                                         | 19-02-2010            | 08-05-2010            | tip14           | -            |                          |
| Chasing the wind                                              | 09-07-2010            | 28-07-2010            | 19              | 8            |                          |

| Single met hitnotering(en) in de Vlaamse Ultratop 50 | Datum van verschijnen | Datum van binnenkomst | Hoogste positie | Aantal weken | Opmerkingen |
| ---------------------------------------------------- | --------------------- | --------------------- | --------------- | ------------ | ----------- |
| Blackout                                             | 2009                  | 11-07-2009            | 1(2wk)          | 21           |             |
| Storm                                                | 2010                  | 27-02-2010            | 1(1wk)          | 13           |             |
| Chasing the wind                                     | 2010                  | 17-07-2010            | 10              | 6            |             |
| Fire                                                 | 31-01-2011            | 12-02-2011            | 5               | 7            |             |

## Hitnotering

### VlaamseUltratop 100Albums
| Hitnotering: 12-03-2011 t/m 15-10-2011 | Hitnotering: 12-03-2011 t/m 15-10-2011 | Hitnotering: 12-03-2011 t/m 15-10-2011 | Hitnotering: 12-03-2011 t/m 15-10-2011 | Hitnotering: 12-03-2011 t/m 15-10-2011 | Hitnotering: 12-03-2011 t/m 15-10-2011 | Hitnotering: 12-03-2011 t/m 15-10-2011 | Hitnotering: 12-03-2011 t/m 15-10-2011 | Hitnotering: 12-03-2011 t/m 15-10-2011 | Hitnotering: 12-03-2011 t/m 15-10-2011 | Hitnotering: 12-03-2011 t/m 15-10-2011 | Hitnotering: 12-03-2011 t/m 15-10-2011 | Hitnotering: 12-03-2011 t/m 15-10-2011 | Hitnotering: 12-03-2011 t/m 15-10-2011 | Hitnotering: 12-03-2011 t/m 15-10-2011 | Hitnotering: 12-03-2011 t/m 15-10-2011 | Hitnotering: 12-03-2011 t/m 15-10-2011 | Hitnotering: 12-03-2011 t/m 15-10-2011 |
| Week:                                  | 1                                      | 2                                      | 3                                      | 4                                      | 5                                      | 6                                      | 7                                      | 8                                      | 9                                      | 10                                     | 11                                     | 12                                     | 13                                     | 14                                     | 15                                     | 16                                     | 17                                     |
| -------------------------------------- | -------------------------------------- | -------------------------------------- | -------------------------------------- | -------------------------------------- | -------------------------------------- | -------------------------------------- | -------------------------------------- | -------------------------------------- | -------------------------------------- | -------------------------------------- | -------------------------------------- | -------------------------------------- | -------------------------------------- | -------------------------------------- | -------------------------------------- | -------------------------------------- | -------------------------------------- |
| Positie:                               | 1                                      | 2                                      | 2                                      | 4                                      | 10                                     | 14                                     | 17                                     | 19                                     | 34                                     | 28                                     | 36                                     | 48                                     | 50                                     | 53                                     | 62                                     | 66                                     | 77                                     |
| Week:                                  | 18                                     | 19                                     | 20                                     | 21                                     | 22                                     | 23                                     | 24                                     | 25                                     | 26                                     | 27                                     | 28                                     | 29                                     | 30                                     | 31                                     | 32                                     |                                        |                                        |
| Positie:                               | 78                                     | 82                                     | 75                                     | 77                                     | 70                                     | 69                                     | 82                                     | 81                                     | 58                                     | 94                                     | 80                                     | 79                                     | 60                                     | 75                                     | 67                                     | uit                                    |                                        |